# Deutscher Umwelt Reporting Award
Die deutsche Wirtschaftsprüferkammer verleiht seit 1998 alljährlich den Deutschen Umwelt Reporting Award als nationale Auszeichnung für die beste Umwelt- und Nachhaltigkeitsberichterstattung in Deutschland. Der deutsche Wettbewerb ist Bestandteil des europäischen Wettbewerbs European Sustainability Reporting Award (ESRA), in dem Nachhaltigkeitsberichte aus mittlerweile 15 Ländern um die Auszeichnung konkurrieren. Ziel beider Wettbewerbe ist es, die Bekanntheit der Unternehmen im Umweltbereich zu fördern und durch einheitliche Bewertungskriterien die Vergleichbarkeit der Umwelt- und Nachhaltigkeitsberichterstattungen zu verbessern.
Beide Awards wurden im Jahr 2006 eingestellt.

## Quelle
- Peter Maxl, David Thorn: Textsammlung zur Wirtschaftsprüferordnung. Wirtschaftsprüferordnung, Berufssatzung Wirtschaftsprüfer/vereidigte Buchprüfer, Satzung für Qualitätskontrolle, Satzung der Wirtschaftsprüferkammer, Durchführungsverordnungen. WPK, Berlin 2006, ISBN 3-9810392-0-3, S. 7